# Pancorius protervus
Pancorius protervus är en spindelart som först beskrevs av Simon 1902.  Pancorius protervus ingår i släktet Pancorius och familjen hoppspindlar. Inga underarter finns listade i Catalogue of Life.